# Вале Кастелана
Ва̀ле Кастела̀на (на италиански: Valle Castellana, на местен диалект i Piana, и Пиана) е село и община в Южна Италия, провинция Терамо, регион Абруцо. Разположено е на 625 m надморска височина. Населението на общината е 1045 души (към 2010 г.).